# Riyadh Street Circuit
Het Riyadh Street Circuit is een stratencircuit in Ad Diriyah, Saoedi-Arabië. Op 15 december 2018 was het circuit voor het eerst gastheer van een Formule E-race, de ePrix van Ad Diriyah. Deze race werd gewonnen door BMW i Andretti Motorsport-coureur António Félix da Costa.

## Ligging
Het circuit is 2,495 kilometer lang en heeft 21 bochten. Het circuit bevindt zich in het centrum van Ad Diriyah, niet ver van het gemeentehuis. De start- en finishlijn ligt aan de Prince Satam Bin Abdul Aziz-straat, waarna de eerste bochten om een rotonde lopen. Hierna volgt het circuit de Almdid, die bestaat uit een aantal bochten op een rij, die afwisselend naar links en rechts lopen. Op een volgende rotonde, op het circuit bocht 14, wordt rechts afgeslagen naar de Koning Faisal-straat tot aan bocht 17, waar opnieuw rechtsaf wordt geslagen op een rotonde naar de Al Imam Abdulaziz Ibn Mohammad Ibn Saud-straat. Vanaf hier volgt een lang recht stuk naar een chicane, waarna dezelfde straat opnieuw wordt gevolgd. Kort na een bocht naar rechts volgt de start- en finishlijn. De pitstraat van het circuit begint na bocht 20 en loopt door tot bocht 2.